# Расслоение
Расслоение — тройка {\displaystyle (X,\pi ,B)}, где {\displaystyle X} — топологическое пространство, называемое пространством расслоения (а также тотальным, или расслоённым, пространством), {\displaystyle B} — другое пространство, называемое базой расслоения, {\displaystyle \pi } — непрерывное сюръективное отображение (проекция расслоения) {\displaystyle \pi \colon X\to B} пространства {\displaystyle X} в пространство {\displaystyle B}. Часто расслоением называют само отображение {\displaystyle \pi } или пространство {\displaystyle X}.
Для каждого элемента {\displaystyle b\in B} определяется слой над этим элементом как подмножество {\displaystyle F_{b}\subset X} всех прообразов элемента {\displaystyle b\in B}, то есть {\displaystyle F_{b}=\pi ^{-1}(\{b\})}. Соответственно расслоение представляет собой объединение {\displaystyle F} слоёв {\displaystyle F_{b}}, параметризованных базой {\displaystyle B} и склеенных топологией пространства {\displaystyle X}.
Отображение {\displaystyle h\colon B\to X} такое, что {\displaystyle \pi \circ h} ― тождественное отображение на {\displaystyle B} называется сечением расслоения {\displaystyle \pi :X\to B},

## Типы расслоений
Как правило, изучаются конкретные типы расслоений, такие как гладкое расслоение или локально тривиальное расслоение.
Расслоение называется тривиальным (выглядящим как прямое произведение), если его пространство гомеоморфно прямому произведению {\displaystyle B\times F}, а проекция задаётся каноническим образом: {\displaystyle \pi (b,f)=b,\quad b\in B,~f\in F}
Соответственно расслоение, локально (в некоторых окрестностях элементов) выглядящее как прямое произведение, называется локально-тривиальным расслоением.
Локально-тривиальное расслоение называется гладким, если функции переходов являются гладкими.
Векторное расслоение — отображение семейства векторных пространств в другое пространство (топологическое пространство, многообразие и так далее) {\displaystyle X} так, что каждой точке {\displaystyle x} пространства {\displaystyle X} сопоставляется векторное пространство {\displaystyle V_{x}}, объединение которых образует пространство такого же типа, что и {\displaystyle X}. Образованное таким образом семейство векторных пространств называемое пространством векторного расслоения над {\displaystyle X}.
Касательное расслоение (гладкого) многообразия {\displaystyle M} — это гладкое векторное расслоение, где в качестве семейства векторных пространств (пространства векторного расслоения) выступает объединение касательных пространств {\displaystyle TM}, а в качестве базы расслоения — само многообразие.
Некоторые другие специальные виды расслоений: расслоение Гуревича, расслоение Зейферта, расслоение Серра, расслоение Хопфа.